# Narjan-Mar
Narjan-Mar (rusky Нарья́н-Мар, něnecky: Няръянa мар) je přístav ležící poblíž severního pobřeží evropské části Ruska (asi 110 km od Barentsova moře) a administrativní centrum Něneckého autonomního okruhu.

## Historie
Rozvoj oblasti začal ve 30. letech 20. století, kdy se zde podle první pětiletky SSSR začala rozvíjet průmyslová činnost na místních uhelných pánvích. Status města má Narjan-Mar od roku 1935. Oblast měla obrovské zásoby dřeva, dřevařský průmysl však v dnešní době zanikl. V dnešní době je hlavním zdrojem obchodu ropná společnost Lukoil.

### Název
Název města znamená v doslovném překladu z něnečtiny červené město.

## Geografie
Město leží za Severním polárním kruhem na pravém břehu řeky Pečory, v místě, kde se řeka vlévá do Pečorského moře, při pobřeží Pečorského zálivu.
Nedaleko města se nachází opuštěné město Pustozjorsk/Pustozersk (1499–1962).

## Demografie
Dle sčítání z roku 2010 zde žilo 21 296 obyvatel (v roce 2008 19 275, v roce 1989 20 182, v roce 1973 17 000).

## Doprava
Ve městě se nachází letiště. Nejbližší železnicí stanice se nachází 340 km ve vnitrozemí, ve městě Pečora.

## Partnerská města
- Archangelsk, Rusko
- Hvězdné městečko, Rusko
- Mariupol (Ukrajina) – přerušeno radou města Mariupol dne 29. června 2017[4]
- Moskva, Rusko
- Trondheim, Norsko
- Uchta, Rusko
- Usinsk, Rusko

## Galerie

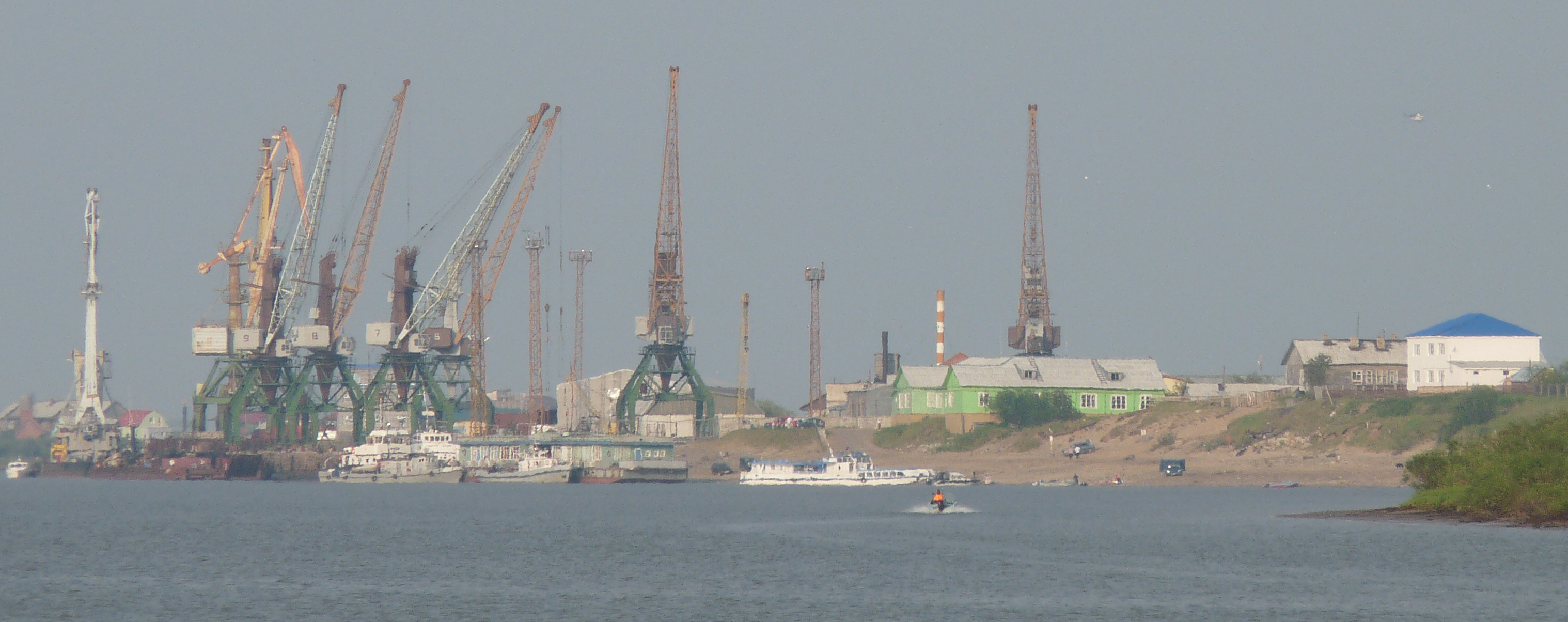
Přístav
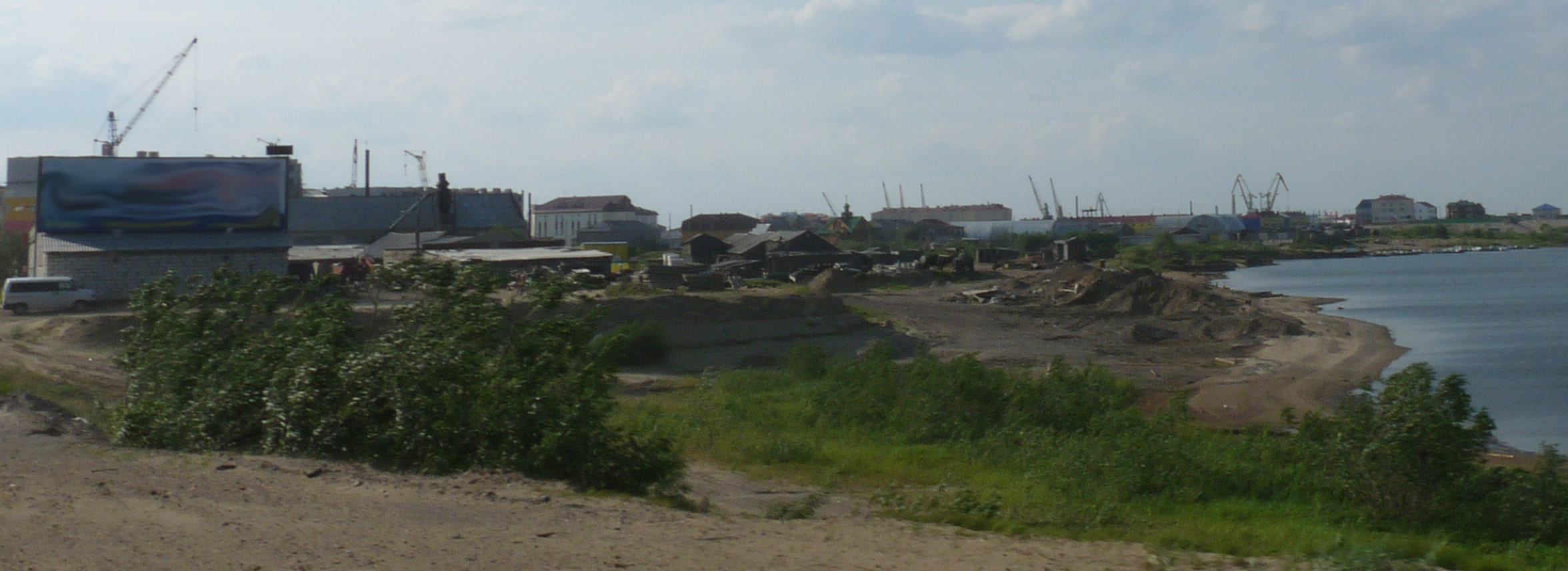
Pohled od řeky Gorodskaja kurja
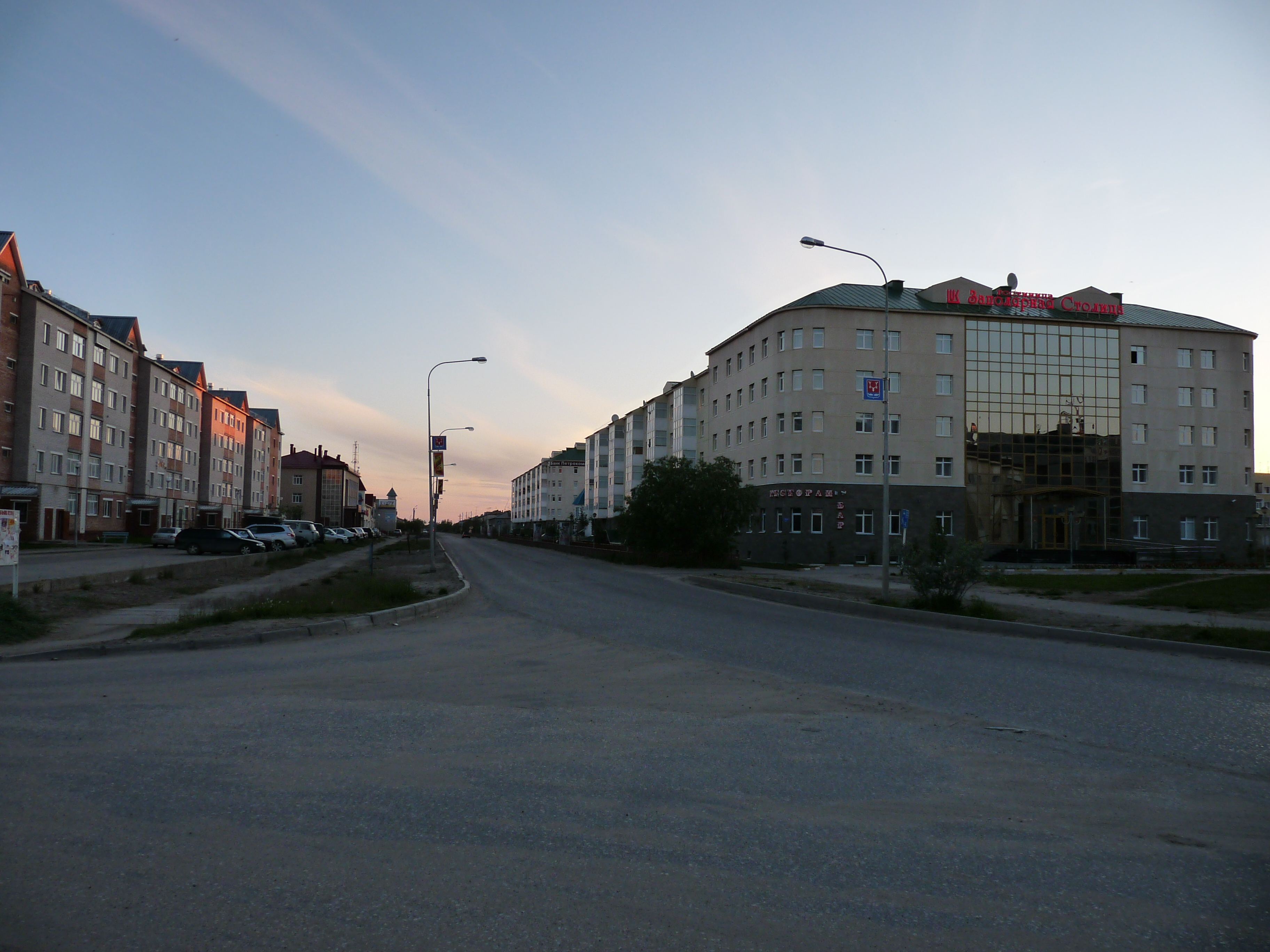
Hotel "Zapolarnaja Stolica" na Leninově ulici
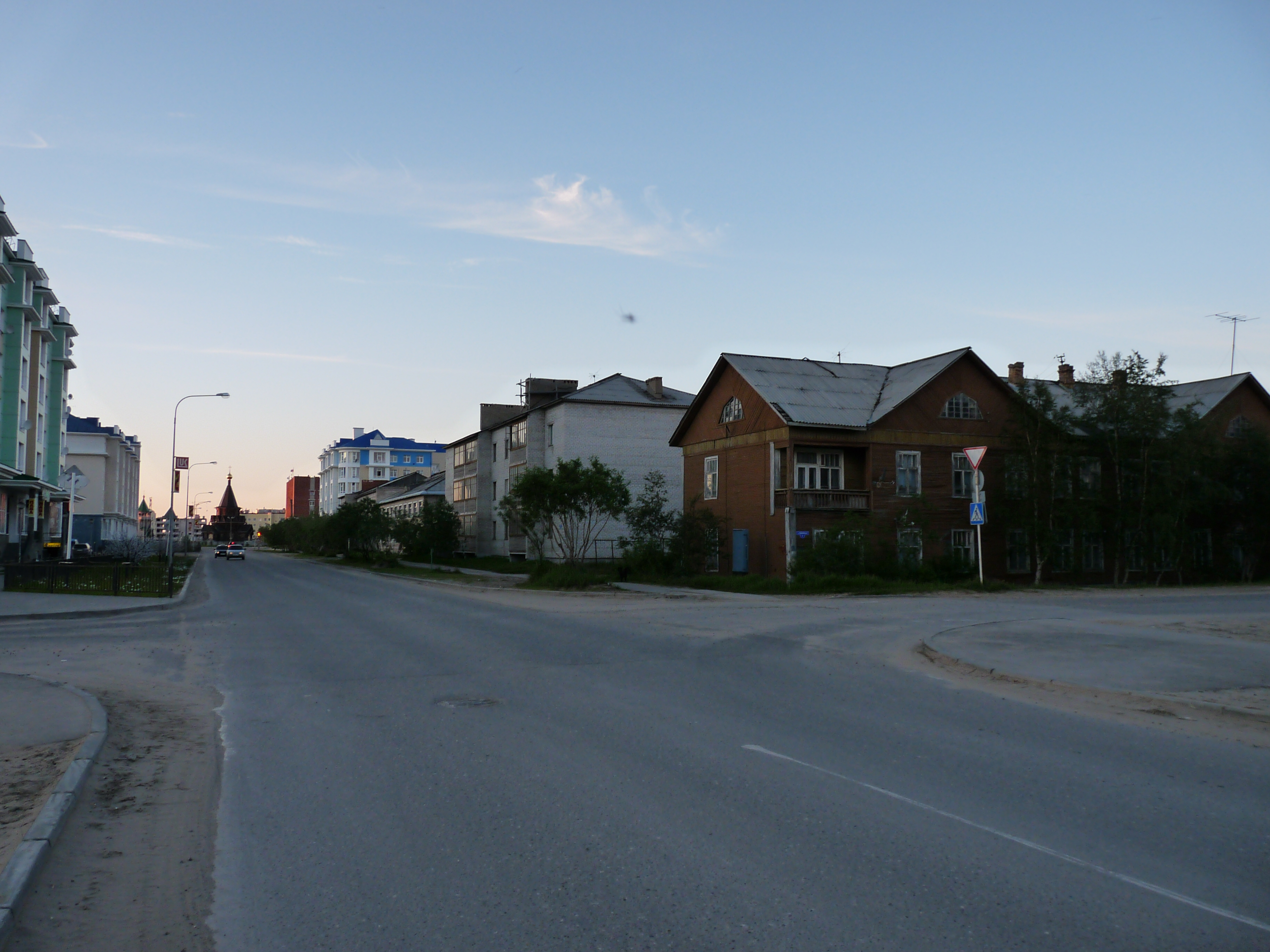
Leninova ulice (2010)
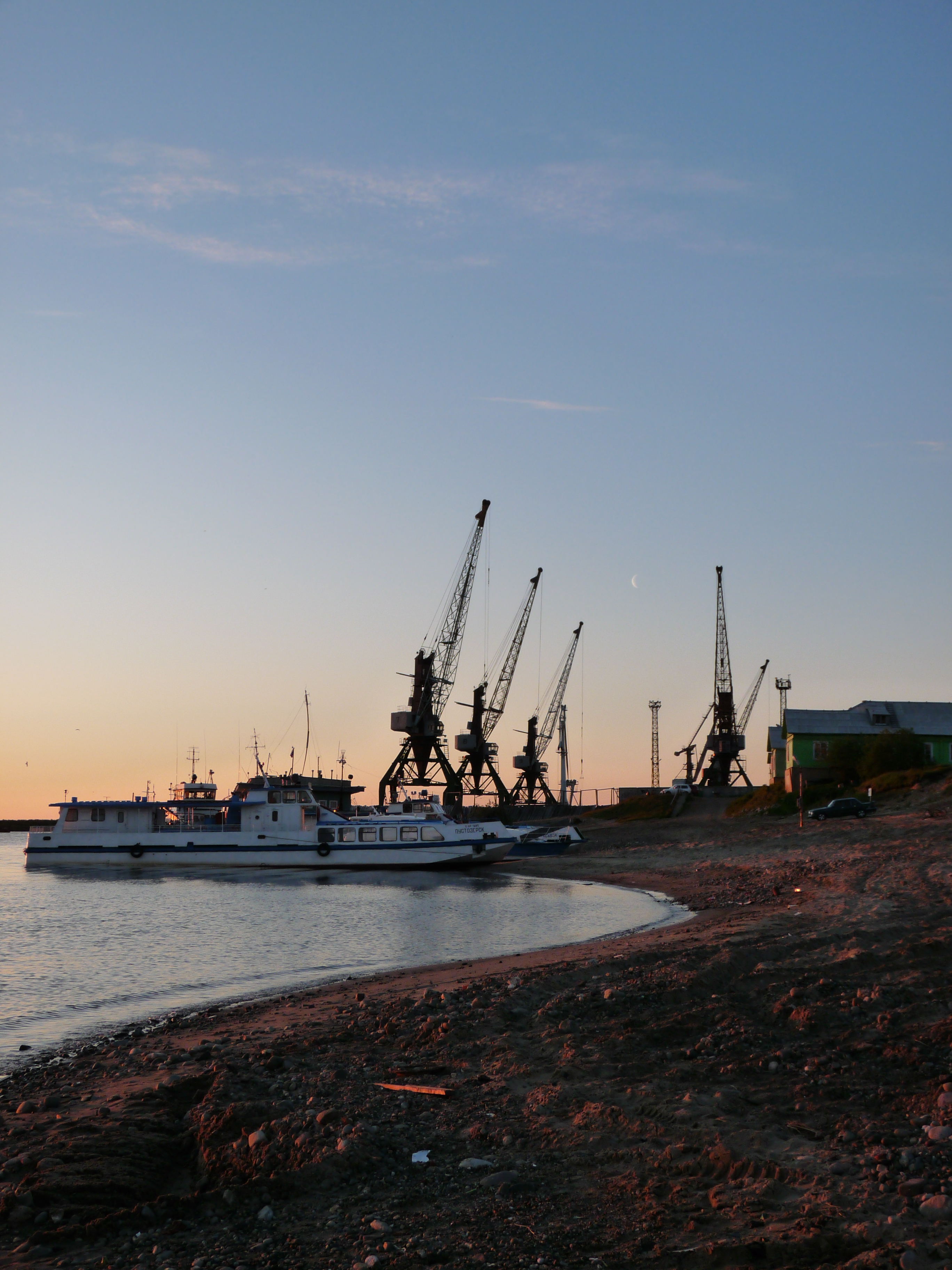
Přístav
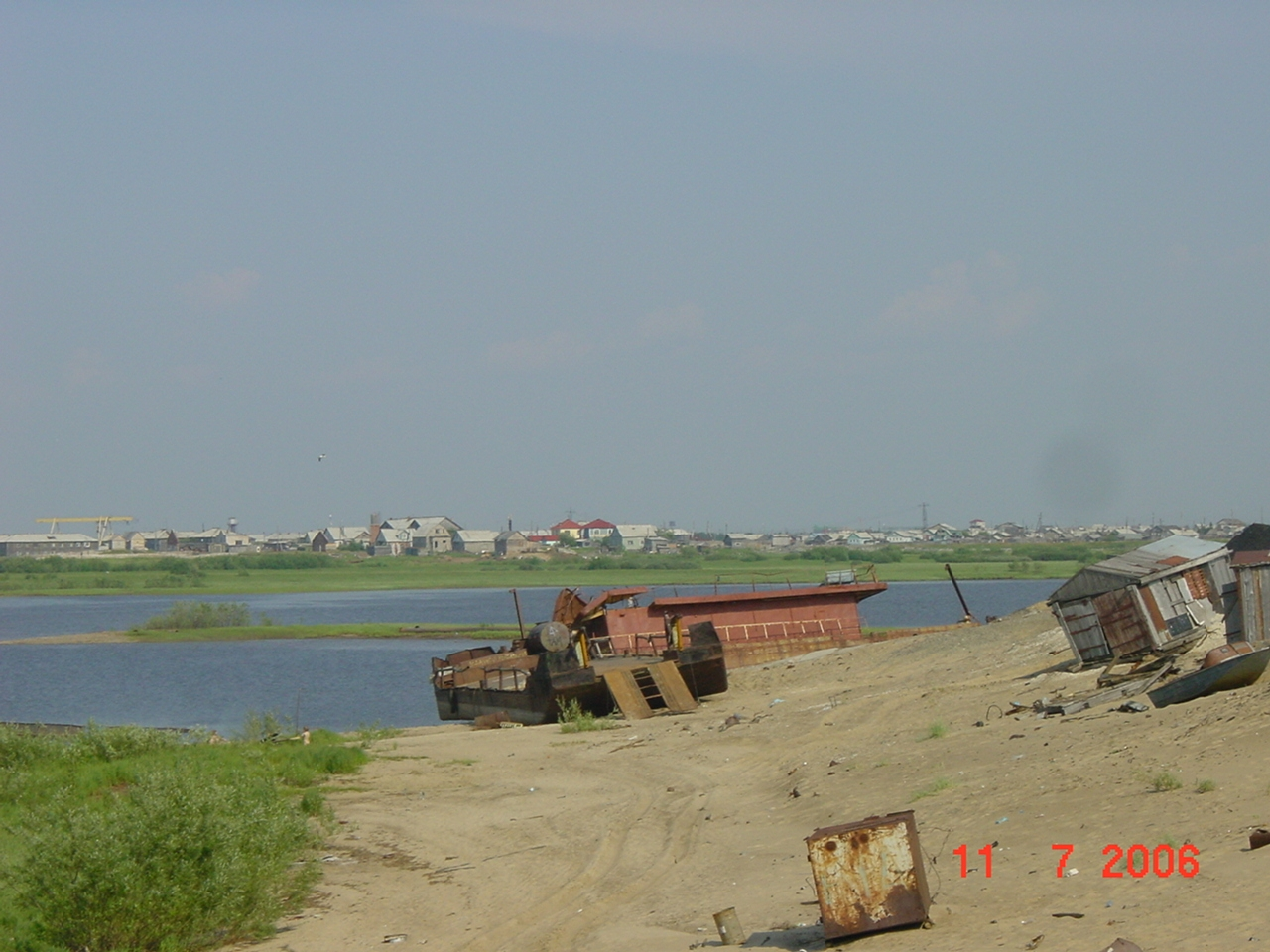
Pohled od řeky Pečory